# Albert Dess
Albert Dess (n. 17 aprilie 1947, Berngau, Bizone⁠(d), Germania sub ocupație aliată) este un om politic german, membru al Parlamentului European în perioada 2004-2009 din partea Germaniei.
1. ↑  basic data about the members of the Bundestag, accesat în 13 aprilie 2018
2. ↑  „Albert Dess”, Gemeinsame Normdatei, accesat în 9 aprilie 2014
3. ↑  Deputații în Parlamentul European
4. ↑  basic data about the members of the Bundestag, accesat în 28 decembrie 2018